# Haematopota demellonis
Haematopota demellonis är en tvåvingeart som beskrevs av Senior-white 1922. Haematopota demellonis ingår i släktet Haematopota och familjen bromsar. Inga underarter finns listade i Catalogue of Life.